# 蓝天救援队

蓝天救援队张勇（远山）派系使用的新标识

蓝天救援队曹伟伟（北京蓝天）派系使用的旧标识

蓝天救援队（英語：Blue Sky Rescue）是中华人民共和国民间公益救援机构的名称，中国大陆各地均有名为“蓝天救援队”的救援机构。“蓝天救援队”的救援范围涉及台风、地震、雪崩、洪水、泥石流等自然灾害，以及森林火灾、大型意外事故等其他户外安全事故:1。
蓝天救援队的救援服务一律不收取费用，其运营资金一部分由队内志愿者自愿捐赠、社会公众捐献；除此之外蓝天也会参与各类活动医疗保障、安防教育知识授课等任务，从中收取服务费用作为运营资金。

## 沿革与派系
最早的蓝天救援队是张勇（网名远山）创立的北京蓝天救援队，位于北京市，成立于2007年，2010年于北京市注册。此后，中国大陆各地“蓝天救援队”陆续建立，一些民间救援队也将名字改为“蓝天”。为厘清各地救援队之间的关系，2014年，张勇（远山）组织各地“蓝天救援队”签署了《蓝天救援阜阳公约》。《阜阳公约》标志“蓝天救援”品牌的授权模式的确立：北京蓝天救援队持有品牌和标识，负责各地救援队的授权、组建、考核等，并在各省建立督导官。:4
《阜阳公约》被一些蓝天队指为“霸王条款”，滞碍各地蓝天队的运作。青岛蓝天拒绝签字；2016年，重庆蓝天和阜阳蓝天相继退出《阜阳公约》。
2020年7月27日，根据北京蓝天救援队发布的会议纪要，张勇（远山）辞去队长和法定代表人的职务，会议选举曹伟伟为法定代表人。张勇（远山）不承认该纪要的真实性，并指控曹伟伟身涉北京蓝天的财务漏洞。2022年2月，北京蓝天的法定代表人变更为曹伟伟。2023年5月31日，北京蓝天开除张勇（远山）的队籍。根据中国大陆《社会团体登记管理条例》规定，社会团体不得设立地域性的分支机构。虽然北京蓝天与各地蓝天互不隶属，但北京蓝天的纠纷还是影响了全国其他的蓝天队。
2023年9月30日晚，张勇（远山）在微信公众号“远山说”宣布，次日起蓝天救援队更换标识和救援电话。该公告陆续得到了各地蓝天队伍的响应。然而10月1日当天，北京蓝天就发布“辟谣”信息，称“蓝天救援队相关标志、标识并未更新变更”。曹伟伟（北京蓝天）派系仍然使用王英颉设计，转让给北京蓝天的“BSR”旧标识。